# Gesuino Némus
Gesuino Némus, eteronimo di Matteo Locci (Jerzu, 1958), è uno scrittore italiano.

## Biografia
Nato a Jerzu, nella provincia di Nuoro nel 1958, Gesuino Némus è in realtà il nom de plume di Matteo Locci.
Dopo innumerevoli mestieri, esordisce nella narrativa nel 2015 con La teologia del cinghiale, aggiudicandosi il Premio Campiello nella sezione Opera Prima, arrivando in finale al Premio Bancarella e vincendo il Premio John Fante Opera Prima.
Con il suo secondo romanzo, I bambini sardi non piangono mai, pubblicato l'anno successivo, ha vinto la XVII edizione del Premio Fedeli.
Con L’Eresia del Cannonau, vince nel 2020 il Premio Eno-letterario Vermentino.

## Opere

### Romanzi
- La teologia del cinghiale, Elliot, Roma,  2015 ISBN 978-88-6192-946-3.
- I bambini sardi non piangono mai, Elliot, Roma,  2016 ISBN 978-88-6993-156-7.
- Ora pro loco, Elliot,  Roma, 2017  ISBN 978-88-6993-250-2.
- Il catechismo della pecora, Elliot, Roma,  2019 ISBN 978-88-6993-477-3.
- L'eresia del cannonau, Elliot, Roma,  2019 ISBN 978-88-6993-874-0.
- La donna che uccideva le fate, Elliot, Roma,  2025 ISBN 978-88-9276-412-5